# Upulevo Fluctus
L'Upulevo Fluctus è una struttura geologica della superficie di Io.